# Viking Energy
Viking Energy — норвезьке судно постачання нафтогазових платформ (platform supply vessel, PSV, або offshore supply vessel, OSV). Стало першим у своєму типі та другим в історії (після так само норвезького вантажо-пасажирського порому Glutra) судном з двигуном, розрахованим на використання зрідженого природного газу (не враховуючи газових танкерів, призначених для перевезення самого ЗПГ).
Судно, введене в експлуатацію у квітні 2003 року, спорудили на норвезькій верфі Kleven Verft для компанії Eidesvik Shipping AS. Остання законтрактувала його на довгостроковій основі для роботи на нафтогазового гіганта Statoil.
Головною особливістю судна стала його дизель-електрична енергетична установка, яка має чотири двигуна Wärtsilä 6L32DF. Вони здатні працювати як на традиційних нафтопродуктах, так і на ЗПГ. В останньому випадку істотно зменшуються шкідливі викиди (сполуки сірки, оксиди азоту, діоксид вуглецю).